# Patinação artística nos Jogos Asiáticos de Inverno de 2007 - Individual feminino
A competição individual feminino da patinação artística na Jogos Asiáticos de Inverno de 2007 foi realizada no Changchun Wuhuan Gymnasium, em Changchun, China. O programa curto foi disputado no dia 1 de fevereiro e a patinação livre no dia 2 de fevereiro.

## Medalhistas
| Ouro   | JPN Yukari Nakano |
| Prata  | JPN Fumie Suguri  |
| Bronze | CHN Xu Binshu     |

## Resultados
| Pos.              | Nome                    | Nacionalidade   | Pontos | PC         | PL         |
| ----------------- | ----------------------- | --------------- | ------ | ---------- | ---------- |
| Medalha de ouro   | Yukari Nakano           | Japão           | 162.38 | 57.36 (2)  | 105.22 (1) |
| Medalha de prata  | Fumie Suguri            | Japão           | 162.05 | 58.50 (1)  | 103.55 (3) |
| Medalha de bronze | Xu Binshu               | China           | 159.02 | 55.22 (3)  | 103.80 (2) |
| 4                 | Fang Dan                | China           | 145.46 | 51.65 (4)  | 93.81 (4)  |
| 5                 | Aki Sawada              | Japão           | 138.98 | 47.43 (6)  | 91.55 (5)  |
| 6                 | Anastasia Gimazetdinova | Uzbequistão     | 130.71 | 47.67 (5)  | 83.04 (8)  |
| 7                 | Liu Yan                 | China           | 130.16 | 42.20 (9)  | 87.96 (6)  |
| 8                 | Shin Yea-ji             | Coreia do Sul   | 125.58 | 41.02 (10) | 84.56 (7)  |
| 9                 | Choi Ji-eun             | Coreia do Sul   | 114.64 | 43.30 (8)  | 71.34 (9)  |
| 10                | Sin Na-hee              | Coreia do Sul   | 114.24 | 43.72 (7)  | 70.52 (10) |
| 11                | Charissa Tansomboon     | Tailândia       | 79.92  | 25.10 (12) | 54.82 (11) |
| 12                | Gracielle Tan           | Filipinas       | 72.48  | 26.28 (11) | 46.20 (12) |
| 13                | Tsai Hsin-Hui           | Taipé Chinesa   | 59.95  | 20.92 (13) | 39.03 (14) |
| 14                | Anne Clarisse Roman     | Filipinas       | 58.87  | 17.36 (14) | 41.51 (13) |
| 15                | Ramina Palaca           | Filipinas       | 46.81  | 15.38 (15) | 31.43 (15) |
| WD                | Kim Yong-suk            | Coreia do Norte | —      | — (WD)     |            |

Legenda
| Recorde mundial      | Recorde mundial (World record)               |                       | Recorde africano                      | Recorde africano (African) |                                           | Q | Classificado por posição (Qualified) |
| Recorde olímpico     | Recorde olímpico (Olympic record)            | Recorde da América    | Recorde da América (Americas)         | q                          | Classificado por melhor tempo (Qualified) |   |                                      |
| Melhor marca do ano  | Melhor marca do ano (World leading)          | Recorde asiático      | Recorde asiático (Asian)              | DNS                        | Não largou (Did not start)                |   |                                      |
| Recorde nacional     | Recorde nacional (National record)           | Recorde europeu       | Recorde europeu (European)            | DNF                        | Não terminou (Did not finish)             |   |                                      |
| Recorde pessoal      | Recorde pessoal do atleta (Personal best)    | Recorde da Oceania    | Recorde da Oceania (Oceania)          | DSQ / DQ                   | Desclassificado (Disqualified)            |   |                                      |
| Recorde da temporada | Recorde da temporada do atleta (Season best) | Recorde sul-americano | Recorde sul-americano (South America) | NM                         | Sem marca (No mark)                       |   |                                      |